# Садам Саллі
Садам Саллі (англ. Sadam Sulley, нар. 16 жовтня 1996) — ганський футболіст, нападник словацької «Сениці».

## Ігрова кар'єра
У дорослому футболі дебютував 2015 року виступами за команду «Віжн». Вже наступного року перебрався до Європи, уклавши контракт із польською «Легією», у структурі якої протягом сезону грав за другу команду.
2017 року на умовах оренди став гравцем словацького «Земпліна», у складі якого провів наступні два роки своєї кар'єри гравця. Більшість часу, проведеного у складі «Земпліна», був основним гравцем атакувальної ланки команди.
Влітку 2019 року на правах вільного агента перейшов до іншого словацького клубу, «Сениці».

## Статистика виступів

### Статистика клубних виступів
Станом на 20 липня 2019 року
| Сезон               | Команда             | Чемпіонат           | Чемпіонат | Чемпіонат | Національний кубок | Національний кубок | Національний кубок | Континентальні кубки | Континентальні кубки | Континентальні кубки | Інші змагання | Інші змагання | Інші змагання | Усього | Усього |
| Сезон               | Команда             | Ліга                | Ігор      | Голів     | Ліга               | Ігор               | Голів              | Ліга                 | Ігор                 | Голів                | Ліга          | Ігор          | Голів         | Ігор   | Голів  |
| ------------------- | ------------------- | ------------------- | --------- | --------- | ------------------ | ------------------ | ------------------ | -------------------- | -------------------- | -------------------- | ------------- | ------------- | ------------- | ------ | ------ |
| 2016–17             | «Легія-2»           | 3Л                  | 14        | 1         | -                  | -                  | -                  | -                    | -                    | -                    | -             | -             | -             | 14     | 1      |
| 2017–18             | «Земплін»           | СЛ                  | 23        | 5         | КС                 | 2                  | 0                  | -                    | -                    | -                    | -             | -             | -             | 25     | 5      |
| 2018–19             | «Земплін»           | СЛ                  | 27        | 4         | КС                 | 3                  | 0                  | -                    | -                    | -                    | -             | -             | -             | 30     | 4      |
| Усього за «Земплін» | Усього за «Земплін» | Усього за «Земплін» | 50        | 9         |                    | 5                  | 0                  |                      | -                    | -                    |               | -             | -             | 55     | 9      |
| 2019–20             | «Сениця»            | СЛ                  | 1         | 0         | КС                 | 0                  | 0                  | -                    | -                    | -                    | -             | -             | -             | 1      | 0      |
| Усього за кар'єру   | Усього за кар'єру   | Усього за кар'єру   | 65        | 10        |                    | 5                  | 0                  |                      | -                    | -                    |               | -             | -             | 70     | 10     |